# I'm Gonna Be (500 Miles)
«I'm Gonna Be (500 Miles)» —en español: «Estaré (500 millas)»— es una canción escrita e interpretada por la banda escocesa The Proclaimers. Fue estrenada en su álbum de 1988 Sunshine on Leith, y posteriormente como un sencillo. Se ha convertido en su canción más popular, alcanzando el n.º 11 en las listas de Reino Unido y el n.º 1 en las Listas musicales de Australia en 1989, y el n.º 3 en el Billboard Hot 100 de Estados Unidos en 1993 cuando la canción apareció en la película Benny & Joon. La canción se ha convertido en un elemento básico de sus conciertos. The Proclaimers la tocaron en Edinburgh 50,000 – The Final Push, el concierto final de Live 8 en el Estadio Murrayfield el 6 de julio de 2005, para simbolizar la conclusión de "El largo camino hacia la justicia". La canción suele ponerse en el Hampden Park cada vez que la Selección de fútbol de Escocia anota un gol.
- Datos: Q1676212